# Harman
Harman – miasto w Stanach Zjednoczonych, w stanie Wirginia Zachodnia, w hrabstwie Randolph.